# Тереза Рібера
Тереза Рібера Родрігес (ісп. Teresa Ribera Rodríguez (teˈɾesa riˈβeɾa [es] ( прослухати); нар. 19 травня 1969) — іспанська правниця, ад'юнкт-професорка, політична діячка. Перша виконавча віце-президентка Європейської комісії з питань чистого, справедливого і конкурентоспроможного переходу та єврокомісарка з конкурентоспроможності у другій комісії фон дер Ляєн. 
Раніше очолювала міністерство з питань екологічного переходу Іспанії після того, як у 2018 році внаслідок успішного вотуму недовіри уряду Маріано Рахоя прийшов до влади прем'єр-міністр Педро Санчес. 2020 року призначена на посаду Четвертої заступниці прем'єр-міністра Іспанії, а у 2021 році її підвищили до рівня Третьої заступниці прем'єр-міністра.
З 2004 до 2008 була генеральною директоркою Іспанського офісу зі зміни клімату. У 2008—2011 роках обіймала посаду державного секретаря з питань зміни клімату у другому уряді прем'єр-міністра Хосе Луїса Родрігеса Сапатеро. З 2014 по 2018 рік працювала директоркою Інституту сталого розвитку та міжнародних відносин у Парижі.

## Освіта
Закінчила Мадридський університет Комплутенсе за спеціальністю «правознавство», продовжила здобуття вищої освіти у Центрі конституційних досліджень (ісп. Centre de Estudios Políticos y Constitucionales), одержавши диплом із конституційного права та політології.

## Початок кар'єри
Працювала ад'юнкт-професором кафедри публічного права та філософії права в Автономному університеті Мадрида.
Обіймала різні технічні посади в державному управлінні, як-от посаду завідувачки координаційного відділу Міністерства розвитку Іспанії та технічної радниці в кабінеті помічника секретаря з питань довкілля, а також начальниці сектору відповідності та розвитку. З 2004 по 2008 рік була генеральною директоркою Управління зі зміни клімату, а з 2008 по 2011 рік обіймала посаду державного секретаря з питань зміни клімату (у Міністерстві сільського господарства і рибальства, продовольства та довкілля) за прем'єрства Хосе Луїса Родрігеса Сапатеро.

## Міжнародна робота
Рібера також входить до складу кількох консультативних рад, у тому числі Глобальної ради лідерства оонівської Мережі розв'язань для сталого розвитку (UNSDSN), консультативної ради зі зміни глобального клімату Всесвітнього економічного форуму, та ініціативи «Імпульс для змін» Рамкової конвенції ООН про зміну клімату (UNFCCC); входить до міжнародної ради BC3 (Ділова рада зі зміни клімату), до консультативної ради Науково-дослідного інституту розвитку (фр. Institut pour la Recherche du Développement, IRD) та до патронатів Fundipax і Fundación Alternativas. У вересні 2013 року почала співпрацювати з Інститутом сталого розвитку та міжнародних відносин (IDDRI), що базується в Парижі, а в червні 2014 року взяла на себе керівництво цією установою. Організація займається аналізом стратегічних питань, пов'язаних зі сталим розвитком, зміною клімату, захистом біорізноманіття, продовольчою безпекою та управлінням процесом урбанізації.

## Політична кар'єра

### Міністр з екологічного переходу
У червні 2018 року після того, як Іспанська соціалістична робітнича партія висунула попередньому уряду Маріано Рахоя вотум недовіри, який схвалив Конгрес депутатів, було оголошено, що Рібера стане міністром з питань екологічного переходу в уряді Санчеса. 1 червня 2018 року Санчес призначив її міністром у новому уряді Іспанії. Філіп VI санкціонував її призначення на посаду міністра з питань екологічного переходу своїм королівським указом від червня. 7 червня вона вступила на посаду міністра перед королем у палаці Сарсуела.
Першими заходами, які Рібера здійснив на посаді міністра, було скасування так званого «податку на сонце», щоб дозволити вільне виробництво електроенергії з метою збільшення екологічної потужності та зниження ціни на електроенергію. Прагнучи покінчити з забрудненням вугіллям і трансформувати виробництво електроенергії в Іспанії, Рібера досягла угоди з профспілками про закриття більшості вугільних шахт, які ще виживали на півночі країни, інвестувавши 250 млн євро, щоб уникнути падіння рівня життя гірників і відновлення екологічної рівноваги території
У листі, надісланому у травні 2019 року своїм колегам у Європейській комісії — Мігелю Аріасу Каньєте та П'єру Московісі — Рібера та міністр бюджету Марія Хесус Монтеро закликали Європейський Союз оцінити потенційний вуглецевий податок на імпорт електроенергії, щоб захистити інтереси блоку та допомогти йому досягти своїх екологічних цілей на тлі зростаючої громадської стурбованості зміною клімату.
Під керівництвом Рібери уряд Іспанії зголосився провести Конференцію ООН зі зміни клімату 2019 року після того, як заворушення через нерівність змусили Чилі відмовитися від цього лише за місяць перед проведенням.

### Заступниця прем'єр-міністра
13 січня 2020 року Рібера обійняла посаду Четвертого віцепрем'єр-міністра Іспанії та міністра з питань екологічного переходу і демографічних проблем у другому уряді Санчеса. Це був перший випадок в історії Іспанії, коли уряд налічував чотири посади віцепрем'єра.
15 грудня 2020 року була однією з перших європейських міністрів, хто заявив, що в разі неможливості зробити Енергетичну хартію сумісною з Паризькою угодою, не буде іншого вибору, крім як вийти з неї.
У липні 2021 року, після відставки Другого заступника прем'єр-міністра Пабло Іглесіаса, посаду Рібери скоротили, а її саму призначили Третім заступником прем'єр-міністра.
У травні 2021 року парламент Іспанії ухвалив Закон про зміну клімату та енергетичний перехід.
Наприкінці 2021 року уряд схвалив енергетичний план Рібери вартістю 16,3 млрд євро, який передбачає виділення протягом двох років 6,9 млрд євро (7,8 млрд доларів) на відновлювані джерела енергії, зелений водень і накопичення енергії та залучення ще 9,45 млрд євро приватного фінансування за його планом відновлення після COVID-19.
Рібера разом із Шауною Амінат керувала робочою групою на Конференції ООН зі зміни клімату 2022, яка допомогла з консультаціями щодо пом'якшення наслідків зміни клімату.

### Єврокомісар
17 вересня 2024 року президент Європейської комісії Урсула фон дер Ляєн оголосила склад колегії комісарів на період 2024—2029 років. Висунутій від Іспанії на посаду єврокомісара урядом цієї країни Терезі Рібері доручили питання конкуренції — одну з найактуальніших ділянок роботи комісії, а також посаду виконавчого віце-президента, відповідального за довкілля, енергетичний перехід і конкуренцію.
Під час слухань щодо її ролі комісара Європейська народна партія поставила її кандидатуру під сумнів з огляду на її дії на посаді міністра довкілля під час катастрофічних раптових повеней у жовтні у Валенсії. Попри це початкове неприйняття, парламент 27 листопада 2024 року схвалив її призначення, а 1 грудня вона вступила на посаду.